# Mark Harelik
Mark Harelik (Hamilton, Texas, 5 de junio de 1951) es un actor estadounidense de televisión, cine, y teatro, así como dramaturgo.

## Carrera
Harelik ha aparecido en las películas Jurassic Park III, Election y For Your Consideration; era la voz de Rogers en The Swan Princess, ha estado también en algunas comedias de situación televisivas Seinfeld, Wings, Grace Under Fire, Will & Grace, Boy Meets World, y The Big Bang Theory. Además ha aparecido en los finales de las series Cheers y en "Counterpoint", un episodio de Star Trek Voyager, interpretando Kashyk, un inspector Devore.
Harelik estuvo en el musical de Broadway The Light in the Piazza. Hizo de el Immigrante, este fue bien recibido, y fue adaptado en un musical propio The Immigrant (musical).

## Premios y nominaciones
- 2005 - Drama Desk Award for Outstanding Book of a Musical - The Immigrant (nominado)
- 2003 - Lucille Lortel Award for Outstanding Musical - Hank Williams: Lost Highway (nominado)